# Euphorbia hubertii
Euphorbia hubertii es una especie fanerógama perteneciente a la familia de las euforbiáceas.  Es originaria de  Tanzania.

## Descripción
Es un árbol que alcanza un tamaño de hasta 6 m de altura; con el tronco sencillo o de vez en cuando bifurcado, con hasta 30 cm de diámetro; las ramas extendidas y ascendentes, formando una gran copa redondeada; con las ramas terminales carnosas con 4-5 (-6)  ángulos de 3-7 cm de ancho, claramente alados.

## Ecología
Se encuentra en los afloramientos rocosos cerca de la orilla del lago; a una altitud de 1025-1200 metros.

## Taxonomía
Euphorbia hubertii fue descrita por Ferdinand Albin Pax y publicado en Jahresbericht der Schlesischen Gesellschaft für Vaterländische Cultur 89, Abt. 2b: 1. 1912.
Etimología
Euphorbia: nombre genérico que deriva del médico griego del rey Juba II de Mauritania (52 a 50 a. C. - 23), Euphorbus, en su honor – o en alusión a su gran vientre –  ya que usaba médicamente Euphorbia resinifera. En 1753 Carlos Linneo asignó el nombre a todo el género.
hubertii: epíteto otorgado  en honor del  botánico alemán Hubert J.P. Winkler (1875-1941), quien viajó por África y Asia recolectando plantas.